# Катберт, Бетти
Элизабет (Бетти) Катберт AM MBE (англ. Elizabeth "Betty" Cuthbert; 20 апреля 1938, Мерилендс, Южная Австралия — 6 августа 2017, Западная Австралия, там же) — австралийская легкоатлетка, четырёхкратная олимпийская чемпионка (выиграла три золотых медали на Олимпиаде 1956 года и одну — на Олимпиаде 1964 года). Член ордена Австралии и член ордена Британской империи.
На протяжении своей карьеры устанавливала мировые рекорды в беге на дистанциях 60, 100, 200, 220 и 400 метров. Имела свой собственный стиль бега — с высоким подъёмом коленей и широко открытым ртом. На родине известна под прозвищем «Золотая девушка».
Была одним из первых спортсменов, включённых в созданный в 2012 году Зал славы IAAF.